# Azecidae
Azecidae is een familie van weekdieren uit de klasse van de Gastropoda (slakken).

## Taxonomie
De volgende geslachten zijn ingedeeld bij de familie:
- Azeca J. Fleming, 1828
  - = Azecastrum Bourguignat, 1858
- Cryptazeca de Folin & Bérillon, 1877
- Gomeziella Cianfanelli, Bodon, Giusti & Manganelli, 2018
- Hypnocarnica Cianfanelli & Bodon, 2018
- Hypnophila Bourguignat, 1858
  - = Gomphroa Westerlund, 1903